# George Amick
George Amick (Vernonia, 24 oktober 1924 – Daytona Beach, 4 april 1959) was een Amerikaans Formule 1-coureur. Hij reed 1 race in deze klasse; de Indianapolis 500 in 1958. Dit was zijn enige race in de Formule 1 omdat hij nadien is omgekomen bij een ongeluk. Het tragische ongeluk vond plaats op de Daytona International Speedway in 1959, tijdens een race van de USAC Stock Car Series, waarbij hij omkwam nadat hij betrokken was bij een crash. Amick werd slechts 34 jaar oud.  
Amick eindigde op de tweede plaats, achter Jimmy Bryan. 